# Grabill
Grabill é uma cidade  localizada no estado americano de Indiana, no Condado de Allen.

## Demografia
Segundo o censo americano de 2000, a sua população era de 1113 habitantes.
Em 2006, foi estimada uma população de 1152, um aumento de 39 (3.5%).

## Geografia
De acordo com o United States Census Bureau tem uma área de
1,6 km², dos quais 1,6 km² cobertos por terra e 0,0 km² cobertos por água. Grabill localiza-se a aproximadamente 238 m acima do nível do mar.

## Localidades na vizinhança
O diagrama seguinte representa as localidades num raio de 20 km ao redor de Grabill.